# Замбужал
Замбужал (порт. Zambujal; МФА: [zɐ̃.bu.ˈʒaɫ]) — парафія в Португалії, у муніципалітеті Кондейша-а-Нова. Розташована в західній частині країни, на теренах історичної португальської провінції Бейра. Входить до складу округу Коїмбра. За адміністративним поділом, чинним до 1976 року, терени парафії були складовою провінції Берегова Бейра. Належить до Коїмбрської діоцезії Католицької церкви. Патрон — Діва Марія. Площа — 18,4180 км². Населення — 402 ос. (2011). Слабо урбанізований регіон. Густота населення — 21,83 осіб/км²
. Код — 060410.

## Населення
| Кількість мешканців | Кількість мешканців | Кількість мешканців | Кількість мешканців | Кількість мешканців | Кількість мешканців | Кількість мешканців | Кількість мешканців | Кількість мешканців | Кількість мешканців | Кількість мешканців | Кількість мешканців | Кількість мешканців | Кількість мешканців | Кількість мешканців |
| ------------------- | ------------------- | ------------------- | ------------------- | ------------------- | ------------------- | ------------------- | ------------------- | ------------------- | ------------------- | ------------------- | ------------------- | ------------------- | ------------------- | ------------------- |
| 1864                | 1878                | 1890                | 1900                | 1911                | 1920                | 1930                | 1940                | 1950                | 1960                | 1970                | 1981                | 1991                | 2001                | 2011                |
| 887                 | 946                 | 908                 | 860                 | 954                 | 908                 | 836                 | 875                 | 878                 | 802                 | 732                 | 613                 | 499                 | 429                 | 402                 |